# María (Almería)
María es una localidad y municipio español situado en la parte noroccidental de la comarca de Los Vélez, en la provincia de Almería, comunidad autónoma de Andalucía. Limita con los municipios almerienses de Vélez-Blanco, Vélez-Rubio y Chirivel, y con los municipios granadinos de Orce y la Puebla de Don Fadrique. Por su término discurre la cañada del Salar.

## Geografía física

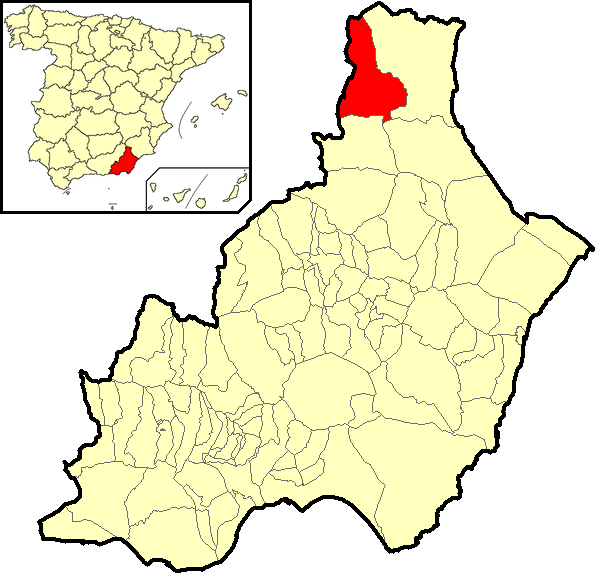
Extensión del municipio en la provincia de Almería.

### Ubicación
Integrado en la comarca de Los Vélez, se encuentra situado a 168 kilómetros de la capital provincial por carretera, o 133 en línea recta; a 128 de Murcia y a 177 de Granada. El término municipal está atravesado por la carretera A-317, que conecta la localidad de Vélez-Rubio con La Puerta de Segura, en Jaén. El término municipal cubre una superficie de 225,47 km², con un perímetro de 82 694 metros, y su cabecera municipal se ubica a 1194 m s. n. m. Por otra parte, su máxima cota la alcanza en el Alto de la Burrica, con 2045 metros.
| Noroeste: Puebla de Don Fadrique (GR)     | Norte: Puebla de Don Fadrique (GR) | Nordeste: Vélez-Blanco |
| Oeste: Puebla de Don Fadrique y Orce (GR) |                                    | Este: Vélez-Blanco     |
| Suroeste: Chirivel                        | Sur: Chirivel y Vélez-Rubio        | Sureste: Vélez-Blanco  |

### Hidrografía
Hay que señalar la total ausencia de cursos fluviales permanentes en superficie, existiendo solamente barrancos y otros cursos intermitentes. Es sin embargo reseñable la presencia de un nacimiento en la pedanía de Cañada de Cañepla que los locales defienden como el verdadero origen del río Guadalquivir.

### Clima
El término municipal de María disfruta de, en general, un clima mediterráneo continentalizado, que destaca por unas precipitaciones escasas, que se suelen producir de forma torrencial, y grandes oscilaciones térmicas. Sin embargo, la variedad de relieves presentes en su entorno propicia un amplio rango de microclimas, con posibilidad de nevadas, que a su vez da pie a la existencia de una gran diversidad de biotopos.

### Riesgos naturales
El municipio de María cuenta con un PTEL que cumple con la Ley 5/2010 sobre autonomía local.

## Naturaleza

### Geología
El entorno de María se asienta sobre rocas de materiales calizos, concretamente un anticlinal de dolomías grises, de origen jurásico, que albergan por efecto de la erosión un gran depósito subterráneo de agua con multitud de grutas y simas.

### Zonas protegidas
Gran parte del término municipal de María recae sobre el parque natural Sierra de María-Los Vélez.

## Historia
El área circundante a la moderna María ha estado habitada al menos desde el neolítico. Testigo de ello son los cuantiosos refugios en los que se han encontrado pinturas rupestres: la cueva de los Letreros es seguramente la más conocida, aunque también se pueden encontrar en la dehesa de la Alfahuara, la cueva de Ambrosio, Romanientes, la cueva Chiquita de los Treinta...
El pueblo moderno de María comenzó su vida como una antigua alquería de origen musulmán, que pasó tras la Reconquista a manos de Pedro Fajardo y Chacón en 1503, primer marqués de los Vélez.
La historia de María como municipio independiente comienza en el año 1634, separando su administración de la de Vélez-Blanco, provocando así un auge demográfico y económico. Durante la Edad Moderna, existía una pequeña industria dedicada a la fabricación del vidrio, cuyas técnicas desfasadas ya en la época y la dificultad de su comercialización provocaron su declive y su completa desaparición para finales del siglo XVIII.

## Geografía humana

### Organización territorial
Además de la cabecera municipal, María cuenta también con varias entidades de población según el nomenclátor publicado por el Instituto Nacional de Estadística: Cañada Grande, Cañadas de Cañepla, Casablanca y Graj, así como el despoblado de Alfahuara.

### Demografía
Cuenta con una población de 1195 habitantes (INE 2024).
| Gráfica de evolución demográfica de María entre 1842 y 2021                                                           |
| |
| Población de derecho según los censos de población del INE. Población de hecho según los censos de población del INE. |

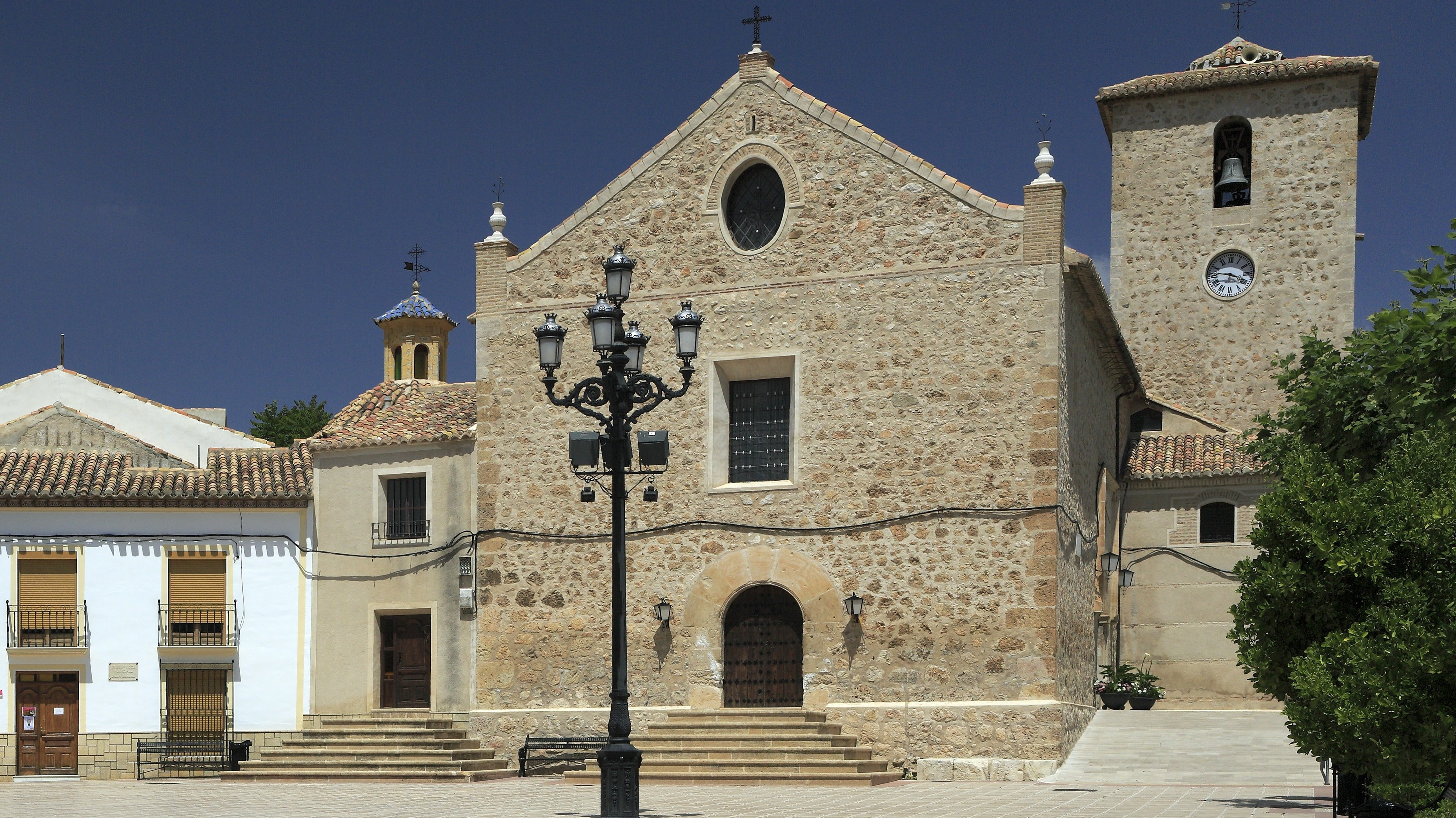
Iglesia de Nuestra Señora de la Encarnación, en María

Según el Instituto Nacional de Estadística de España, en el año 2020 María contaba con 1 230 habitantes censados, que se distribuyen de la siguiente manera:
| Unidad poblacional | Hab.  |
| ------------------ | ----- |
| María              | 1 098 |
| Cañadas de Cañepla | 112   |
| Cañada Grande      | 17    |
| Graj               | 2     |
| Casablanca         | 1     |
| Alfahuara          | 0     |
| TOTAL              | 1 230 |

### Transporte
María se encuentra comunicada por la carretera  A-317 , que une las localidades de La Puerta de Segura y Vélez-Rubio, pudiendo acceder desde esta última población a la red nacional de autovías y autopistas a través de la  A-92N . Discurren asimismo por el término municipal las carreteras  AL-9101 , que la comunica con Orce, y la  AL-9102  que le da salida a la murciana Comarca del Noroeste.
La única conexión de transporte público es una línea de autocar que enlaza la localidad con la capital de la provincia. La estación ferroviaria más cercana se ubica en Puerto Lumbreras, mientras que el aeropuerto más cercano es el de Murcia.

### Economía
La economía mariense se basa en el sector primario, con grandes extensiones de cultivos de cebada y almendro, entre otros vegetales.

#### Evolución de la deuda viva municipal
| Gráfica de evolución de deuda viva del Ayuntamiento de María entre 2008 y 2019                                |
| |
| Deuda viva del Ayuntamiento de María en miles de euros según datos del Ministerio de Hacienda y Ad. Públicas. |

## Símbolos
María cuenta con un escudo y bandera adoptados oficialmente el 26 de abril de 2005.

### Escudo
Su descripción heráldica es la siguiente:

De azur (azul), un águila mirando de frente, sostenida de dos ramas de belladona de plata (blanco) y superada de una corona marquesal, todo de plata. Al timbre, corona real cerrada.

### Bandera
La enseña del municipio tiene la siguiente descripción:

Paño de proporciones 2/3, de color azul con un águila que mira de frente sobre dos ramas de belladona y superada de una corona marquesal, todo de color blanco.

### Himno
Es María noble villa/ paraíso para soñar;/ es su sierra maravilla/ de belleza sin igual.

Es María noble villa,/ paraíso para soñar;/ es su sierra maravilla/ de belleza sin igual.
Son sus gentes luchadoras/ que trabajan sin descansar/ es esta su tierra querida,/ que siempre le supo dar.
Es esta su tierra querida,/ que siempre le supo dar. 
Es un pueblo que camina/ por senderos de paz y amor
y es modelo de hidalguía/ el hogar del labrador/ fiel testigo en tradiciones/ ilusiones de juventud/ pueblo de gente sencilla/ María pueblo andaluz
Es María noble villa/ paraíso para soñar;/ es su sierra maravilla/ de belleza sin igual.

Viva María de mis amores/ joya del pueblo andaluz”.

## Política
Los resultados en María de las últimas elecciones municipales, celebradas en mayo de 2019, son:
| Elecciones Municipales - María (2019) | Elecciones Municipales - María (2019)    | Elecciones Municipales - María (2019) | Elecciones Municipales - María (2019) | Elecciones Municipales - María (2019) |
| Partido político                      | Partido político                         | Votos                                 | %Válidos                              | Concejales                            |
| ------------------------------------- | ---------------------------------------- | ------------------------------------- | ------------------------------------- | ------------------------------------- |
|                                       | Partido Popular (PP)                     | 639                                   | 83,86%                                | 8                                     |
|                                       | Partido Socialista Obrero Español (PSOE) | 114                                   | 14,96%                                | 1                                     |

### Alcaldes
| Periodo   | Nombre                                                          | Partido |
| --------- | --------------------------------------------------------------- | ------- |
| 1979-1983 | Francisco Navarro Montoro                                       | UCD     |
| 1983-1987 | Andrés Martínez Martínez                                        | PA      |
| 1987-1991 | Antonio Cruz Amario                                             | PA      |
| 1991-1995 | Antonio Cruz Amario                                             | PA      |
| 1995-1999 | Antonio Cruz Amario                                             | PA      |
| 1999-2003 | Antonio Cruz Amario                                             | PA      |
| 2003-2007 | Antonio Cruz Amario (2003-2004) Juana Serrano López (2004-2007) | PA      |
| 2007-2011 | Rafael García Jódar                                             | PSOE    |
| 2011-2015 | Francisco Martínez Reina                                        | PP      |
| 2015-2019 | Francisco Martínez Reina                                        | PP      |
| 2019-2023 | José Antonio García Alcalina                                    | PP      |
| 2023-act. | José Antonio García Alcalina                                    | PP      |

## Servicios públicos

### Sanidad
María pertenece a la zona básica de salud de Los Vélez, en el Área de Gestión Sanitaria del Norte de Almería. El municipio cuenta con dos consultorios médicos, situados uno en la calle Atera s/n, de María, y el otro en el camino de los Canales de Enmedio s/n de Cañadas de Cañepla.

### Educación
Los centros educativos que hay en el municipio son:
| Denominación genérica                    | Nombre del centro                | Naturaleza | Dirección                   |
| ---------------------------------------- | -------------------------------- | ---------- | --------------------------- |
| Escuela infantil                         | EI María                         | Público    | C/ Mártires de Turón, s/n   |
| Colegio de educación infantil y primaria | CEIP Nuestra Señora de la Cabeza | Público    | C/ Mártires de Turón, s/n   |
| Sección de educación permanente          | SEP Sierra de María              | Público    | C/ Virgen de la Cabeza, s/n |

## Cultura

### Patrimonio

#### Patrimonio civil
- Ayuntamiento
- Casa de la Tercia
- Casa del Marqués

#### Patrimonio religioso
- Iglesia de Nuestra Señora de la Encarnación
- Ermita de Nuestra Señora de la Cabeza

#### Patrimonio natural
- Parque natural de Sierra de María-Los Vélez
- Jardín botánico La Umbría de la Virgen
- Pinar de la Alfahuara

### Gastronomía
En María se pueden encontrar especialidades gastronómicas locales tales como el puchero de pelotas, las tortas de chicharrones, la masarayá, los gurullos con liebre, el ajo cabañil, el agipán, el remojón del tío pingote, la olla de matanza, las tortas de pimiento y tomate, las migas y los embutidos

## Deportes

### Instalaciones deportivas
El municipio cuenta en su cabecera con un pabellón de deportes rehabilitado en el año 2023.

### Eventos deportivos
María es la sede de la prueba ciclista Ruta BTT del Jamón de María, que se celebra anualmente desde los años 2000, realizando una ruta por el entorno del parque natural Sierra de María-Los Vélez, en el marco de las XCM series de la provincia de Almería. También se organizan otras pruebas deportivas relacionadas con el senderismo y las maratones, siempre aprovechando los paisajes y caminos existentes en los alrededores del pueblo.